# Achyrocline
Achyrocline là một chi thực vật có hoa trong họ Cúc (Asteraceae).

## Loài
Chi Achyrocline gồm các loài: